# 阿莫里 (耶路撒冷國王)
阿马尔里克，或称艾默里一世（法语：Amalric/Amaury I de Jérusalem，1136年—1174年7月11日），耶路撒冷国王（1162年–1174年）。耶路撒冷国王富爾克和女王梅利桑德的次子，在兄長鲍德温三世去世后继承王位。
阿马尔里克即位后多次入侵埃及，并在1167年攻进开罗，埃及成为了他的属国。1168年埃及人与叙利亚军队联合反击，阿马尔里克在1169年1月2日离开埃及回国。1174年7月11日患病死于耶路撒冷。
1157年，阿马尔里克与埃泽萨伯爵乔塞兰二世的女儿阿格尼絲结婚。生有一儿一女，女儿西比拉生于1160年，儿子鲍德温四世生于1161年。1167年他又娶了拜占廷帝国的皇室成员玛利亚·康尼努斯，并有一女伊莎贝拉（1170年生）。
他年幼的儿子鲍德温四世在他去世後即位。但这个孩子从小就患有麻风病，的黎波里伯爵雷蒙三世被选为摄政。